# Borki (rejon brasławski)
Borki (biał. Баркі; ros. Борки) – chutor na Białorusi, w obwodzie witebskim, w rejonie brasławskim, w sielsowiecie Druja.
Dawniej używana nazwa – Borki Jajowskie II.

## Historia
W czasach zaborów w gminie Druja, w powiecie dzisieńskim, w guberni wileńskiej Imperium Rosyjskiego.
W latach 1921–1945 zaścianek leżał w Polsce, w województwie wileńskim, w powiecie dziśnieńskim, od 1926 w powiecie brasławskim, w gminie Druja.
Według Powszechnego Spisu Ludności z 1921 roku zamieszkiwało tu 13 osób, 7 było wyznania rzymskokatolickiego a 6 prawosławnego. Jednocześnie wszyscy mieszkańcy zadeklarowali polską przynależność narodową. Był tu 1 budynek mieszkalny. Do roku 1931 zaścianek podzielono na trzy osobne miejscowości. W 1931 w 1 domu zamieszkiwało 5 osób.
Wierni należeli do parafii rzymskokatolickiej i prawosławnej w Druji. Miejscowość podlegała pod Sąd Grodzki w Druji i Okręgowy w Wilnie; właściwy urząd pocztowy mieścił się w Druji.
W wyniku napaści ZSRR na Polskę we wrześniu 1939 miejscowość znalazła się pod okupacją sowiecką. 2 listopada została włączona do Białoruskiej SRR. Od czerwca 1941 roku pod okupacją niemiecką. W 1944 miejscowość została ponownie zajęta przez wojska sowieckie i włączona do obwodu mińskiego Białoruskiej SRR.
Od 1991 w składzie niepodległej Białorusi.